# Urban Land Institute
Das Urban Land Institute (kurz: ULI) ist eine gemeinnützige Forschungs- und Bildungsinstitution mit den Hauptgeschäftsstellen in Washington, Hongkong und London. Selbst erklärtes Ziel ist es, „eine Führungsrolle in verantwortungsvoller Landnutzung zu übernehmen und die Entwicklung von Gemeinden weltweit zu schaffen und zu erhalten“. Das ULI steht dabei sowohl für progressive Entwicklung und Forschung wie auch für Bildung, u. a. in den Bereichen Aufrechterhaltung der Weiterentwicklung, Smart Growth (Stadt- und Verkehrsplanung), Verbundentwicklung und Workforce Housing (bezahlbarer Wohnraum für Arbeitskräfte).
Im Jahre 1936 wurde das ULI gegründet und ist heute weltweit in über 80 Ländern vertreten. Es hat über 42.000 Mitglieder, von denen über 20 % in der Regierung, in Bildungseinrichtungen oder öffentlichen Gesellschaften und etwa 75 % hauptsächlich in der Immobilien- und Stadtentwicklungsindustrie tätig sind. Allein in Deutschland können um die 700 Mitglieder verzeichnet werden.
Das ULI gibt an, dass es Publikationen veröffentlicht und Forschung betreibt, um „entstehende Trends und neue Themen in Hinsicht auf die Landnutzung vorhersagen zu können und auf dieser Basis kreative Lösungen vorzuschlagen“, und „Wissen vermittelt, das der Entwicklungsgemeinde [hilft], ihre Leistungen kontinuierlich zu verbessern“.
Das Urban Land Institute unterhält darüber hinaus eine Reihe von Initiativen und Programmen, wie z. B. ein umfangreiches Beratungsprogramm, die der Regierung, Unternehmen und gemeinnützigen Organisationen Strategien in der Immobilienentwicklung und der Stadtpolitik zur Verfügung stellen. Seit über 20 Jahren wurden Immobilien-Unternehmer-Programme entwickelt, die in der Landnutzungspraxis professionelle Unterstützung bei der Entwicklung bieten. Das ULI ist auch Gastgeber von bestimmten Events, beispielsweise lokale Bezirksratstagungen oder das jährliche Herbst- und Frühjahrsmeeting.
Global Chief Executive Officer ist seit Juni 2018 Edward Walter. Walter folgte auf Patrick L. Phillips, der frühere Präsident der ERA AECOM, der wiederum seit September 2009 den Posten als global CEO bekleidete. Er folgte Richard Rosan nach, der beide Ämter 17 Jahre lang bekleidete. Die asiatische Hauptgeschäftsstelle in Hongkong wird seit Ende 2013 von CEO John Fitzgerald und die europäische in London seit Januar 2015 von CEO Lisette van Doorn geführt. Den Vorsitz der Geschäftsstelle für Deutschland, Österreich und die Schweiz in Frankfurt hat Executive Director Stephanie Baden inne.

## Geschichte

### 1940er- und 1950er-Jahre
Das Urban Land Institute wurde am 14. Dezember 1936 während der Weltwirtschaftskrise als National Real Estate Foundation for Practical Research and Education gegründet, mit dem Ziel, eine Forschungs- und Bildungsakademie in der Immobilien- und Stadtkulturbranche zu werden. Zwei Jahre nach der Gründung des Hauptsitzes in Chicago änderte die Organisation 1939 ihren Namen in Urban Land Institute. Ein eigenes Mitteilungsblatt gab 1940 die Mission des Instituts bekannt: „[…] wurde gegründet, um US-amerikanische Städte bei Problemen in Planung, Umplanung, Aufbau und Wiederaufbau zu unterstützen.“
Das Massachusetts Institute of Technology hieß 1941 das ULI zu seiner ersten Konferenz willkommen. Ein Jahr darauf bekannte sich das ULI in der Publikation Outline for a Legislative Program to Rebuild Our Cities als Hilfsorganisation. Im selben Jahr noch wurde das Hauptquartier nach Washington verlegt.
Die Institutsmitglieder Jesse Clyde Nichols, besser auch als J. C. Nichols bekannt, und Hugh Potter organisierten 1944 die erste Beratungsstelle, die Community Builder's Council, um für nach dem Zweiten Weltkrieg entstandene Städte Vorstädte zu planen und zu errichten. Das Beratungsprogramm des Instituts startete 1947 in Kooperation mit der Stadt Louisville.

### 1960er- und 1980er-Jahre
Die 1950er-Jahre sind durch die Gründung der J. C. Nichols Foundation (später in die ULI Foundation integriert) sowie die erste Kostenanalyse von Einkaufszentren geprägt. So veränderte sich das ULI in den 1960er-Jahren immer mehr in Richtung Forschungsinstitut und gründete im Jahre 1960 das erste Forschungsprogramm. Das ULI führte mehrjährige vergleichende Landnutzungsstudien durch und übte 1965 in Mexiko-Stadt weit verbreitenden Einfluss mit der ersten internationalen Mitgliederversammlung aus. Zwei Jahre darauf ging der Community Builder's Council auf erste Studientour durch Europa.
In den 1970er-Jahren wuchs und expandierte die Organisation in mehrere Richtungen. Die Urban Land Research Foundation (später ULI Foundation genannt) wurde mit dem Ziel gegründet, „bei der Bewältigung der steigenden Ansprüche an einen breiteren Zugang zu Entwicklungsinformationen zu helfen“. Das Urban Land Institute erreichte 1974 eine Mitgliederzahl von über 6.000, und das Jahresbudget wuchs 1976 auf über 1,5 Mill. US-Dollar. Im Jahre 1979 wurde das Angebot an Beratungsstellen erweitert und die ULI Awards for Excellence eingeführt.

### 1990er- und 2000er-Jahre
Das ULI entwickelte 1983 das regionale Beratungsprogramm mit anfangs nur sieben Beratungsstellen in verschiedenen US-amerikanischen Städten. Später wurden auch Bezirksberatungsstellen und 1986 die erste Real Estate School gegründet.
UrbanPlan, das zweite Hochschulprogramm des Instituts, wurde mithilfe eines Stipendiums der National Geographic Society Education Foundation ins Leben gerufen. Im Jahre 1992 wurden die ersten beiden europäischen Bezirksberatungsstellen in London und Barcelona errichtet.
Des Weiteren wurde im Jahre 1996 das ULI Senior Resident Fellows Programm eingerichtet und das erste ULI Mayor's Forum mit der Absicht abgehalten, einen Workshop mit Stadtbehörden und Privatgesellschaften zur Lösungssuche von Problemen in der Stadt zu bilden.

### 21. Jahrhundert
Im Jahre 2000 wurde der ULI J. C. Nicholson Prize for Visionaries in Urban Development eingeführt und ein Zuwachs auf 39 ULI-Beratungsstellen mitunter in Europa, Asien und Südamerika verzeichnet. Im Jahr darauf eröffnete das ULI die erste europäische Niederlassung in Brüssel, und die erste Young Leaders-Gruppe formierte sich in der ULI-Bezirksberatungsstelle in Houston. Bis 2005 wurde in einem Großteil aller Bezirksberatungsstellen ebenfalls Young Leaders-Gruppen errichtet. Vorsitzender der „Europe Young Leaders“-Gruppe ist seit 2014 Thomas Leinberger.
Die europäische Niederlassung zog 2004 nach London und gründete das Community Action Grant-Programm. Im Jahre 2007 wurde zusammen mit der Eröffnung der ULI-Niederlassung in Hongkong das „ULI Terwilliger Center for Housing“ gegründet. Die Mitgliederzahl stieg im folgenden Jahr auf über 40.000. Das Urban Land Institute gründete das „ULI Daniel Rose Center for Public Leadership in Land Use“ und das „Urban Investment Network“ in Europa. Im Jahre 2011 gab das National Building Museum in Washington, D.C., das Urban Land Institute als Empfänger des Honor Awards des Jahres 2012 für die Unterstützung und Leitung in der Stadtplanung und Entwicklungshilfe von Gemeinden bekannt. Laut dem Executive Director des Museums, Chase Rynd, wählte das Museum das ULI wegen des „auf lange Zeit bestehenden Engagements in der fachübergreifenden, unparteiischen Forschung, die ganze Gemeindesysteme beeinflusst“, und wegen der führenden Rolle in der „Stadt- und Verkehrsplanung und der Strategieentwicklung bis hinunter zu den elementaren Grundlagen, um die Lebensqualität in den Stadtgemeinden weltweit zu erhöhen“.
Im Jahre 2014 gingen das Urban Land Institute und die National League of Cities eine Partnerschaft zur gemeinschaftlichen Unterstützung bei der Leitung und den Geschäften des Daniel Rose Center For Public Leadership in Land Use ein, um ihm bei seiner Entwicklung und Einflussnahme auf ein weiteres Feld von Stadtbehörden behilflich zu sein.

## Einflussnahme auf Verfahrensweisen und Praxis
Wegen der zahlreichen Programme erlangte das Urban Land Institute für Jahrzehnte Einfluss auf Verfahrensweisen und Praxis. Das Institut hat keine Lobby, arbeitet und forscht jedoch zusammen mit seinen Mitgliedern in den Bereichen Landnutzung und Stadtentwicklung. Das Journal of Association Leadership schrieb im Jahre 2005, dass das ULI „auf die Erfahrung und Kompetenz seiner Mitglieder in der Immobilien- und Stadtentwicklung unter Nutzung vieler der Grundsätze zur Problemlösung zählt, die in The Wisdom of Crowds (Die Weisheit der Vielen) niedergeschrieben sind: Erkenntnis, Zusammenarbeit, Koordination“. Mit einer Mitgliedschaft aus „26 Wissenschaften und 13 Industriezweigen, im öffentlichen Bereich sowie durch Privatunternehmen, vermittelt das Institut heute Kernkompetenzen, die sich durch das kollektive Wissen der Mitglieder entwickelt haben, und strukturiert Gemeinden als selbstorganisierendes System.“
Seit Mitte des 20. Jahrhunderts wird das Urban Land Institute von Stadtverwaltungen und privaten Landbesitzern bei Problemen mit Immobilien und Entwicklung konsultiert. Diese multidisziplinären Teams aus Experten der Bereiche Architektur, Stadtplanung, Verkehr, Finanzen und Marktforschung hatten viele der Ratschläge und Tipps angenommen und umgesetzt. Die lokalen Bezirksberatungsstellen des Instituts laden Verwaltungsangestellte und Privatindustrielle ein, um über die Zukunft der Landnutzung zu spekulieren, und etablierten auch einen UrbanPlan-Klassenraum, der von vielen Schulen innerhalb der Vereinigten Staaten genutzt wird. Darüber hinaus hat das ULI durch eine Vielzahl von Partnerschaften die Leitung und Kompetenzen an Stadtentwicklungsverfahren übernehmen können, zum Beispiel als Partner des Weltwirtschaftsforums (WEF).

## Initiativen und Programme (Auswahl)

### Beratungsdienste

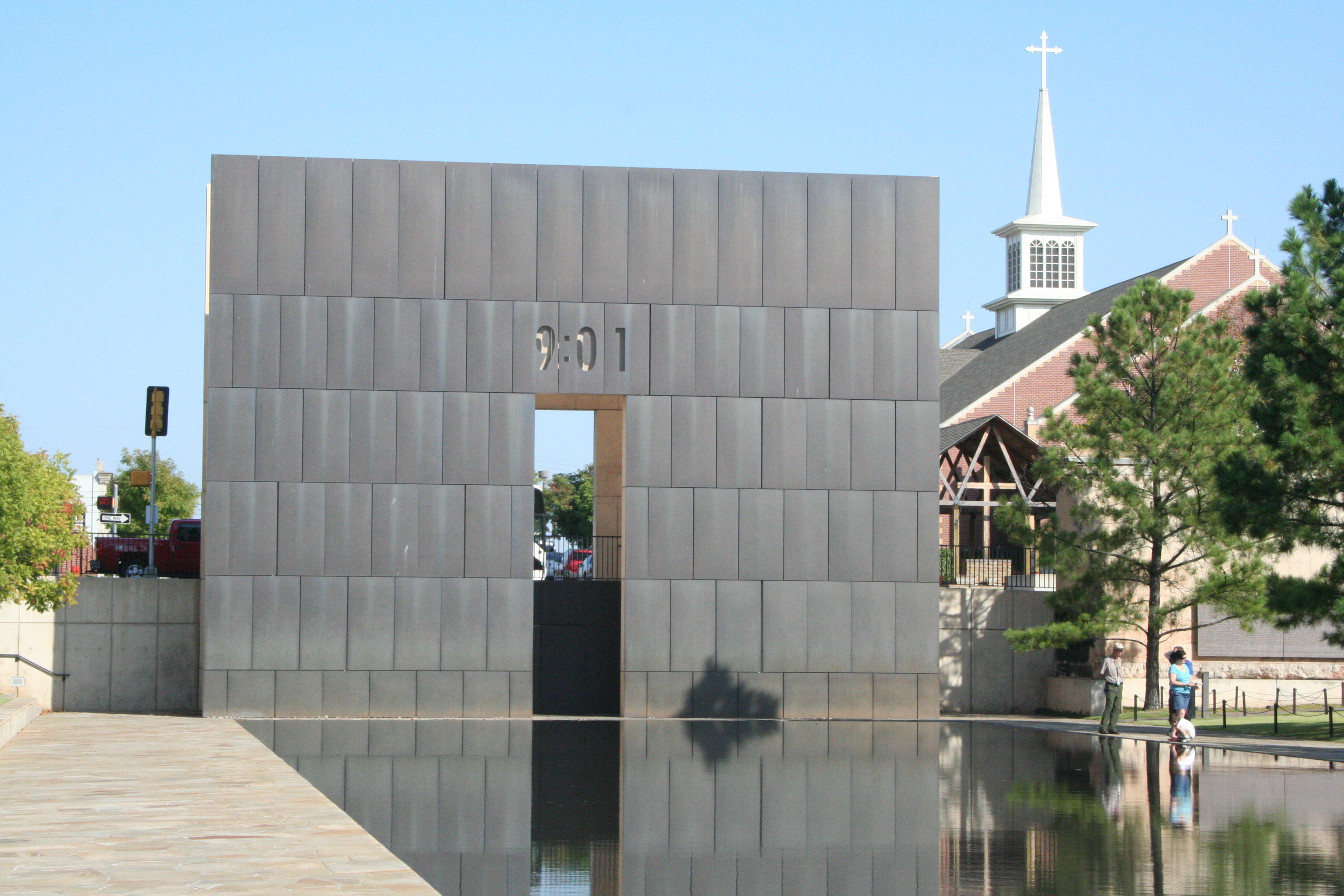
Oklahoma City National Memorial nach dem Bombenanschlag auf das Murrah Federal Building

Die Beratungsprogramme des Urban Land Institute stellen erfahrene Immobilien- und Landnutzungsteams zusammen, die innovative Lösungen für komplexe Landnutzungs- und Immobilienentwicklungsprojekte, -programme und -grundsätze anbieten. Seit 1947 wurden über 600 Beratungsteams in 47 Staaten der USA, 12 Ländern und vier Kontinenten etabliert. Während dieser Zeit haben sie geholfen, kreative und praktische Lösungen für Probleme wie Innenstadtsanierung, Landmanagement, Entwicklungspotenzial, Stadtbaumanagement, Wiederbelebung von Gemeinden, Arbeitskräftepotenzial, Finanzierung und Vermögensmanagement zu finden. Ebenso haben sie nach Katastrophen wie Hurrikane, Überflutungen, Tornados, Infrastruktur-Missmanagement und nach Terrorhandlungen professionell und objektiv beraten.
Beispielsweise erwähnenswert wäre hierzu die Unterstützung zur Sanierung nach Katastrophen wie 2007 der Einsturz der Interstate-35W-Mississippi-River-Brücke in Minneapolis oder die Beratung der Stadtverwaltung zum Wiederaufbau von Lower Manhattan nach den Terroranschlägen am 11. September 2001.
Zu einigen Empfehlungen der Berater hat es Kontroversen gegeben, wie zum Beispiel bei der Beratung zur Sanierung von New Orleans nach dem Hurrikan Katrina im Jahre 2005. Andere wiederum haben die Empfehlungen der Teams wegen ihrer Unterstützung in den Monaten nach dem Bombenanschlag auf das Murrah Federal Building in Oklahoma City gelobt.

### ULI J. Ronald Terwilliger Center for Housing
Das Terwilliger Center for Housing ist ein Projekt des Urban Land Institute für erschwingliche Produktionssteigerung und Errichtung von Arbeiterwohnungen nahe Gewerbegebieten. Es wurde mit einer Spende von 5 Mill. Dollar vom ehemaligen Vorstandsvorsitzenden der Trammell Crow Residential Ron Terwilliger gegründet. Das Center brachte eine Vielzahl von Berichten über erschwingliches Wohnen in verkehrsgünstigen Lagen heraus, z. B. für San Francisco, Washington, und Boston.

### Daniel Rose Center For Public Leadership in Land Use
Das Rose Center, das heute gemeinschaftlich mit der National League of Cities geleitet wird, ist bestrebt, ausgezeichnete Entscheidungsfindungen im Bereich der Landnutzung zu ermöglichen, indem der Öffentlichkeit entsprechende Ressourcen zur Verfügung gestellt werden, effiziente Landnutzungsverfahren erstellen zu können. Das Center wurde 2008 mittels einer Spende von 5 Mill. Dollar von Daniel Rose gegründet, dem Vorsitzenden der Rose Associates mit Sitz in New York. Jährlich benennt das Rose Center vier Bürgermeister zu Rose Center Fellows des Jahres. Jeder dieser wählt drei Landnutzungsberater vor Ort, die ihn in seinem Amt unterstützen. Beispielsweise zu erwähnen wären die Bürgermeister von Kansas Sly James, von Nashville Karl Dean, von Philadelphia Michael Nutter und Omaha Jean Stothert.

### ULI Center for Capital Markets and Real Estate
Im Jahre 2009 gründete das Institut das „ULI Center for Capital Markets and Real Estate“. Nach den Aussagen des ULI ist es dessen Aufgabe, „Kompetenzen im Bereich der Immobilien- und Kapitalmarktwirtschaft zu vermitteln und Unterstützung auf diesem Gebiet zu gewährleisten“. Das Center lädt jährlich zu einer Kapitalmarkt- und Immobilienkonferenz ein, auf der für zwei Tage Industrielle, Experten und Ökonomen zusammenkommen. Es ist Herausgeber des halbjährlich erscheinenden „Real Estate Consensus Forecast“, der oft in Finanzzeitschriften zitiert wird. Seit seiner Gründung übernimmt das Center zusätzlich die Verantwortung für die Veröffentlichung des jährlichen Emerging Trends in Real Estate in Partnerschaft mit der PricewaterhouseCoopers International.

### ULI Center for Sustainability
Das „Center for Sustainability“ wurde im Jahre 2014 von einflussreichen Bauunternehmern für Gestaltung und energieeffiziente Entwicklung gegründet. Das Center ist aus dem „ULI Greenprint Center for Building Performance“ und dem „Urban Resilience Program“ hervorgegangen.

#### ULI Greenprint Center for Building Performance
Im Jahre 2012 bildete die Greenprint Foundation zusammen mit dem Urban Land Institute das ULI Greenprint Center for Building Performance. Aus diesem Zusammenschluss erhofft man sich, die Treibhausgas-Emissionen in der globalen Immobilienindustrie zu senken. Das Center ist bekannt für seinen jährlichen „Greenprint Performance Report“ für Mitglieder, ihre Fortschritte in der Emissionsreduzierung zu bewerten. Dieser Report ist auf dem „Greenprint Carbon Index“ aufgebaut, nachweislich transparent für Immobilieneigentümer, um ihre Portfolios benchmarken zu können. Zu den Mitgliedern des Centers zählen beispielsweise Unternehmen wie Grosvenor, GE Capital und Jones Lang LaSalle.

### UrbanPlan
UrbanPlan ist eine Bildungsinitiative des Instituts, die in San Francisco entstanden ist. Sie wurde in Zusammenarbeit mit High-School-Lehrern auf dem Gebiet der Ökonomie, Landnutzungs- und Immobilienunternehmen und dem „Fisher Center for Real Estate and Urban Economics“ (FCREUE) an der University of California, Berkeley, entwickelt. Die Entwicklungsgeschichte beinhaltet das hypothetische Szenario, in dem sich Studenten mit Anfragen beschäftigen, lokale Gebiete in verschieden genutzte Gemeinden zu entwickeln. Mittels Rollenspielübungen zwischen der betreffenden Kundschaft und den Entwicklern sowie Präsentationen ihrer Vorschläge vor einer gestellten Stadtverwaltung aus freiwilligen Immobilienfachleuten lernen Studenten die Grundlagen in Stadtplanungsprozessen und wie man Einfluss auf die Entwicklungswünsche der Kundschaft und deren Entscheidungen ausüben kann. Seit Anbeginn haben über 27.000 Hochschul- und Universitätsstudenten am UrbanPlan-Programm teilgenommen. Im Jahre 2014 wurde das Programm durch eine Partnerschaft mit dem „Investment Property Forum Educational Trust“ im Vereinigten Königreich eingeführt.

## Preisverleihungen und Wettbewerbe (Auswahl)

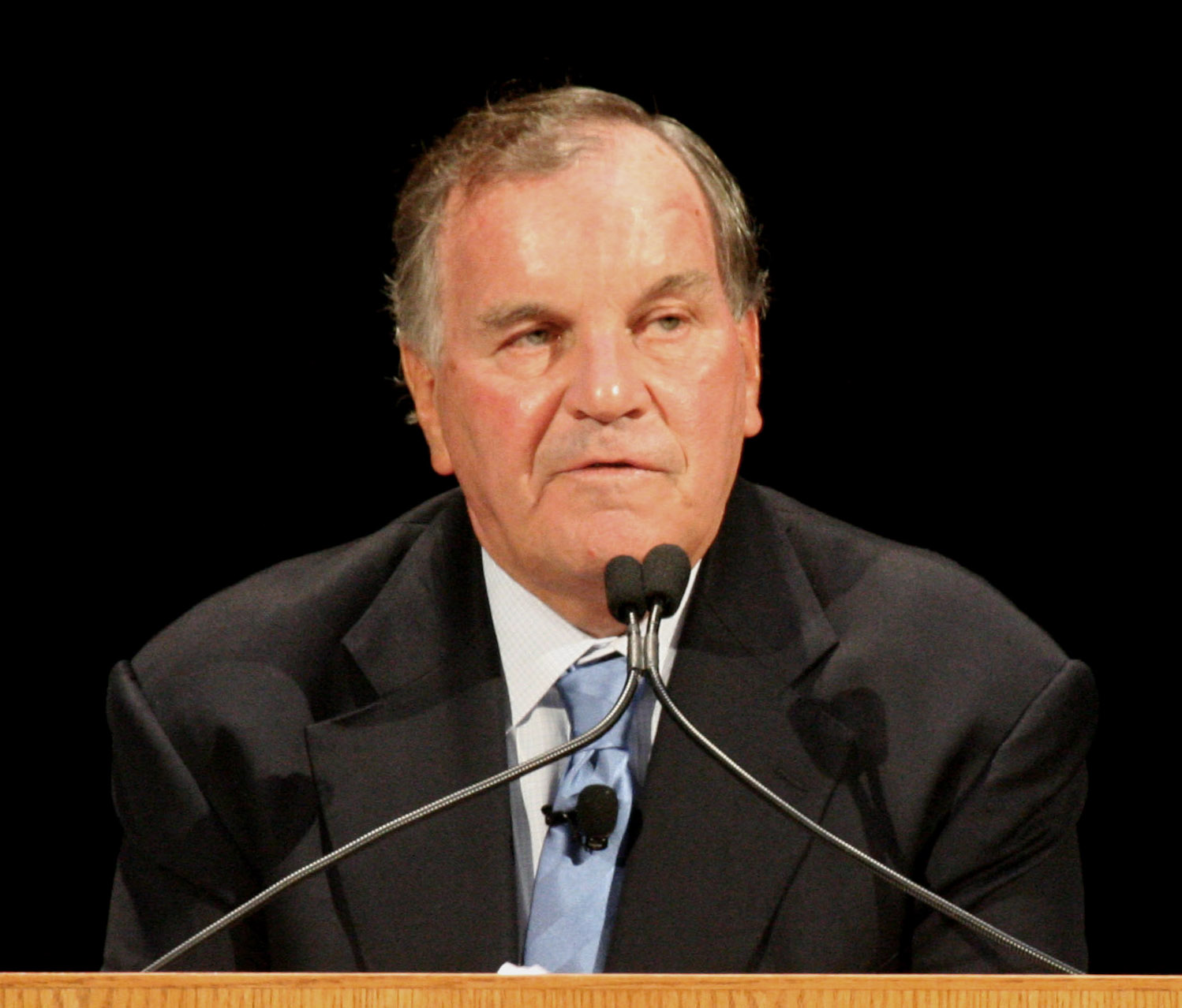
Gewinner des J. C. Nichols Prize 2010: Richard M. Daley

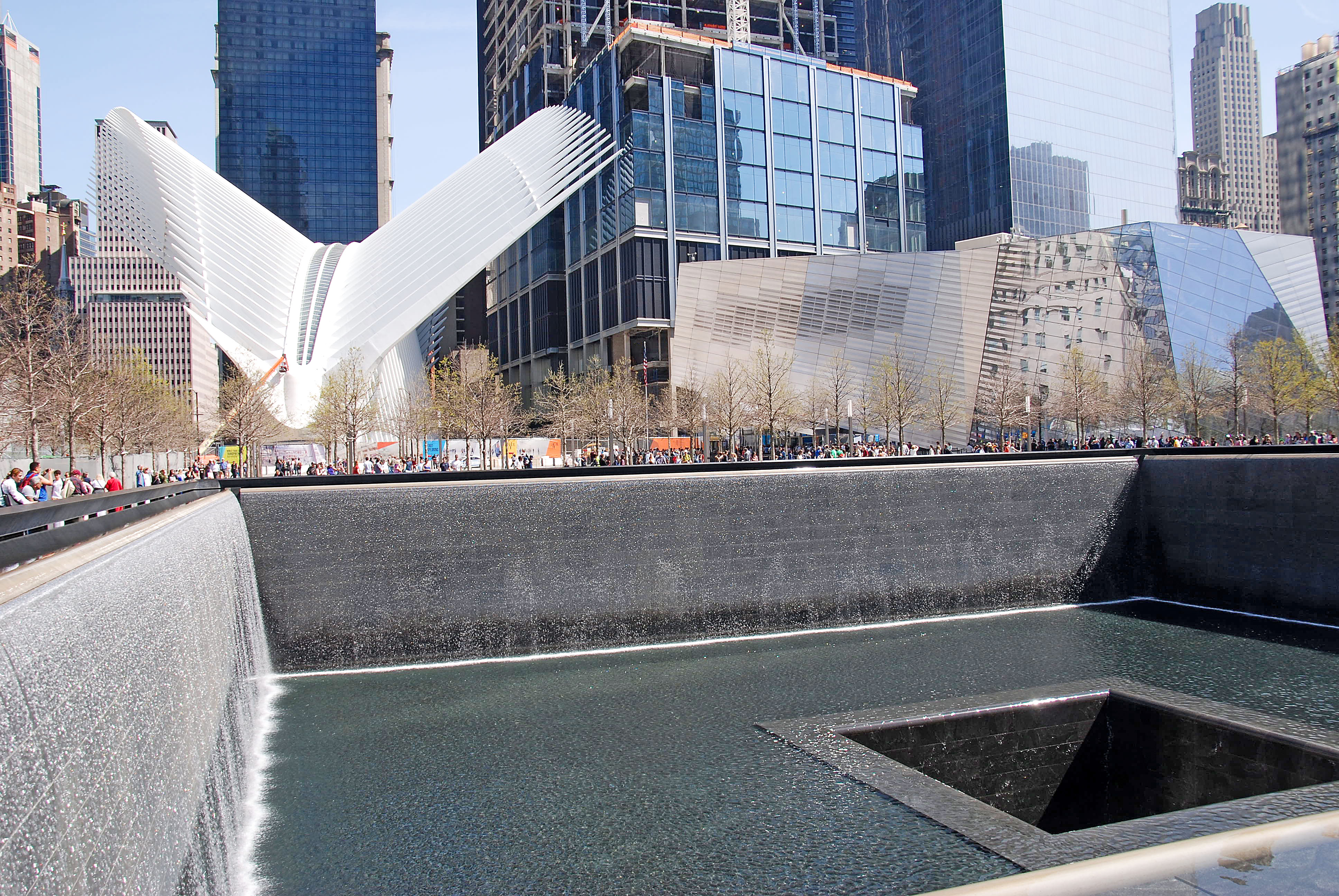
Gewinner des Award of Excellence 2016: National September 11 Museum & Memorial

Das Urban Land Institut veranstaltet mehrere Preisverleihungen im Jahr, darunter die ULI Awards for Excellence, die ULI Gerald D. Hines Student Urban Design Competition, der J. C. Nichols Prize for Visionaries in Urban Development, der Amanda Burden Urban Open Space Award und die Jack Kemp Models of Excellence Awards.

### J. C. Nichols Prize
Der Urban Land Institute J. C. Nichols Prize for Visionaries in Urban Development wird jährlich an eine Person (oder einen Repräsentanten eines Instituts) vergeben, die in größerem Umfang für eine Landentwicklung verantwortlich zeichnete. Der Nichols Prize wurde im Jahr 2000 zu Ehren des legendären und einflussreichen Landentwicklers Jesse Clyde Nichols aus Kansas City eingeführt. Der Gewinner erhält einen Preis in Höhe von 100.000 Dollar, der von der Nichols-Familie der ULI Foundation gestiftet wird. Unter den Gewinnern bisher waren Bürgermeister Richard M. Daley, Amanda Burden, Peter Calthorpe, Vincent Scully und Prinz Aga Khan IV.

### ULI Awards for Excellence
Gemäß dem Urban Land Institut „definieren die ULI Awards for Excellence den Standard für Immobilienentwicklung weltweit“. Die im Jahre 1978 gegründete Preisverleihung ist das Hauptprogramm der Fortschritte des ULI, die besten Entwicklungsprozesse in Immobilienprojekten und ihre Einbindung in das städtische Umfeld zu finden und zu fördern. Die Preise werden an Entwicklungsprojekte in den Regionen Amerika, Europa und Asien/Pazifik verliehen. Jede dieser Regionen hat seine eigene Jury, Ansetzung und Honorare. Die Gewinner jedes Wettbewerbs treten bei den Global Awards for Excellence gegeneinander an.
Im März 2016 gewann das National September 11 Memorial Museum & Pavilion in New York den Excellence in Institutional Development Award.

### ULI Amanda Burden Urban Open Space Award
Der jährlich vergebene ULI Amanda Burden Urban Open Space Award wird für eine besondere öffentliche Umgebungsgestaltung innerhalb der Stadt verliehen, die ihr einen besonderen lokalen Charakter angedeihen lässt und die Umgebung wiederbelebt. Für die Gründung des Preises im Jahre 2009 spendete die ULI J. C. Nichols Prize-Gewinnerin desselben Jahres, Amanda Burden, 100.000 US-Dollar. Der Campus Martius Park in Detroit war mit dem Preis von 10.000 US-Dollar der erste Gewinner des Preises.

### ULI Jack Kemp Excellence in Affordable and Workforce Housing Award
Der ULI Jack Kemp Excellence in Affordable and Workforce Housing Award wird an einen der führenden Stadtentwickler vergeben, die dazu beitragen, Wohnbedürfnisse erschwinglich zu erfüllen und somit Gemeinden aller Gesellschaftsschichten zu errichten. Die Auszeichnung wurde vom ULI Terwilliger Center 2008 unter dem damaligen Namen ULI J. Ronald Terwilliger Workforce Housing Models of Excellence Award gestiftet. Jack Kemp zu Ehren wurde er später umbenannt.

### ULI Gerald D. Hines Student Urban Design Competition
Die ULI Gerald D. Hines Student Urban Design Competition wurde für Diplomstudenten 2003 geschaffen, die um einen Preis von 50.000 US-Dollar konkurrieren. Dafür muss ein Team mindestens drei Disziplinen abdecken. Jährlich wird dafür ein reales, großflächiges Entwicklungsgebiet ausgewählt. Die Teams haben zwei Wochen Zeit, um einen umfassenden Design- und Entwicklungsplan auszuarbeiten. Eine Jury aus interdisziplinären Experten auf dem Gebiet der Architektur und Landnutzung wählt aus den Finalisten das Gewinnerteam. Frühere Finalisten waren Teams der University of Pennsylvania, der University of California, Berkeley, der Columbia University und ein gemischtes Team der North Carolina State University und der University of North Carolina at Chapel Hill.

## Veröffentlichungen
Zusätzlich zu einem Jahresbericht bringt das Urban Land Institute Bücher, Berichte und Zeitschriften über die eigene Forschung und die Mitglieder seiner Organisation heraus. Neben seinem Hauptorgan Urban Land publiziert es weitere Herausgaben wie The Community Builders Handbook, Emerging Trends in Real Estate, The Homeowners Association Handbook, „Advisory Service Panel Reports“ und den jährlichen Infrastructure-Report.

### Zeitschriften
Die erste Herausgabe des Hauptorgans Urban Land erfolgte im Jahre 1941. Aktuell erscheint die Zeitschrift alle 2 Monate und ist nur für Mitglieder des Instituts erhältlich. Darin erscheinen Artikel über Landnutzung, den Immobilienmarkt und über die Industrie bezüglich dieser Themen. Es erfolgten weitere Publikationsserien wie Multifamily Trends und Urban Land Green. Seit 2010 ist Urban Land online abrufbar.

### Jahresberichte
Der von der Real Estate Research Corporation 1979 gegründete Forschungsbericht Emerging Trends in Real Estate wird aktuell (2016) zwei Mal jährlich herausgebracht. Im Jahre 2004 übernahmen das Urban Land Institute und PricewaterhouseCoopers die Herausgabe des in der Immobilien-, Finanz-, Entwicklungs- und Kapitalbranche vielfach rezipierten Berichts. Jährlich wird in den drei Regionen Amerika, Asien/Pazifik und Europa je ein weiterer Bericht veröffentlicht.
Außerdem bringt die Urban Land Institute Infrastructure Initiative einen jährlichen Infrastrukturbericht heraus. Unterstützt von Ernst & Young produzierte das Urban Land Institute seit 2007 einen Jahresbericht, der Schwerpunkte um Trends und Themen im Bereich Infrastruktur setzte. Seit der ersten Ausgabe dieses Berichts erlangte wiederum der Infrastrukturbericht eine beachtliche Rezeption sowohl in den nationalen als auch in den lokalen Medien.

### Werke
Seit seiner Gründung hat das Urban Land Institute eine Vielzahl an Fachliteratur betreffend Landnutzung veröffentlicht. In den ersten Jahrzehnten wurden hauptsächlich die ULI's Technical Bulletin Series herausgebracht. Die erste Ausgabe Mistakes We Have Made in Community Development wurde 1945 von J. C. Nichols verfasst. Im Jahre 1947 erschien The Community Builders Handbook. Die New York Times rezipierte es als eines der bedeutendsten Bücher des Jahres über Planung und Immobilienmarkt.
Weitere nennenswerte Werke sind The City Fights Back (1954), die The Dollars & Cents of Shopping Centers-Reihe (Erstausgabe 1961) und The Homes Association Handbook (1964). Neuere Werke sind unter vielen The Investor's Guide to Commercial Real Estate (2014), Leading for the Long Term: European Real Estate Executives on Leadership and Management, Real estate market analysis: methods and case studies (2009) in 2. Auflage, Growing cooler: the evidence on urban development and climate change (2008), Real estate development: principles and process (2007) in 4. Auflage und Professional Real Estate Development: The ULI Guide to the Business (2003) in 2. Auflage.

## Organisation und Versammlungen
Das Urban Land Institute ist eine eingetragene gemeinnützige Organisation nach 501(c)(3) des US-Steuergesetzes und unterliegt der städtischen Verordnung. Die Organisation wird von der Belegschaft und freiwilligen Mitgliedern geführt, während die Geschäftsleitung dem globalen Vorsitzenden, dem Vorstandsvorsitzenden, Treuhändern, der Geschäftsführung und dem Betriebsausschuss obliegt.

### Hauptabteilungen
Seitdem das Urban Land Institute eine globale Organisation mit Mitgliedern in den verschiedensten geographischen Regionen, Hauptstädten und Metropolen ist, unterhält es Bundes- und Bezirkshauptabteilungen auf regionaler Ebene. Dort werden Vernetzungsveranstaltungen, Konferenzen, technische Beratungen und Preisverleihungen unter den regionalen Mitgliedern abgehalten. Zusätzlich hat das Urban Land Institute 50 Produktionshauptabteilungen. Diese Kader bestehen aus jeweils höchstens 50 Mitgliedern, während die der Hauptabteilung vertrauliche Informationen und die besten Praktiken ihres speziellen Industriebereiches einbringen. Die Mitgliedschaft in diesen Produkthauptabteilungen ist sehr begehrt und Vollmitgliedern der Organisation vorbehalten.

### Versammlungen
Jedes Jahr hält das ULI mehrere Industrie-Veranstaltungen ab, adressiert an sowohl Mitglieder als auch Nichtmitglieder. Die jährlichen Hauptveranstaltungen des ULI sind das Spring und Fall Meeting, das Frühjahrs- und das Herbsttreffen, in verschiedenen Städten Nordamerikas. Diese Treffen erhalten viel Zuspruch von sowohl Privaten als auch Professionellen auf dem Gebiet der Landnutzung und es präsentierten dort schon weltbekannte Personen, wie der ehemalige US-Präsident Bill Clinton, der Geschäftsführer der JPMorgan Chase Jamie Dimon, Schauspieler Robert Redford, NBA Hall of Famer Magic Johnson und der ehemalige Vorsitzende des United States Federal Reserve System Paul Volcker.